# عمر عاشور
عمر عاشور أستاذ الدراسات الأمنية والاستراتيجية  وبطل بريطاني في رياضات الكاراتيه والتايكوندو والكيك بوكسينج.

## العمل الأكاديمي
أ. د. عاشور هو بروفيسير في دراسات الأمن والدفاع، والمدير المؤسس لبرامج الدراسات االأمنية والاستراتيجية بمعهد الدوحة للدراسات العليا. كان أستاذا بمعهد دراسات الأمن والاستراتيجية بجامعة إكستر البريطانية. وهو خبيرا في دراسات الأمن والدفاع ودراسات الحرب والسلام، وأساليب قتال الدول الصغيرة والحركات المسلحة. وله في هذه المواضيع العديد من المؤلفات العلمية والأكاديمية والصحفية والاستشارية. وأ. د. عاشور هو مؤلف كتاب "كيف يقاتل تنظيم الدولة (داعش)"، وكتاب «تحولات الحركات الإسلامية المسلحة»، ومحرر كتاب "من السلاح إلى السلام: نبذ الراديكالية في الحركات المسلحة". وهو حاصل على الدكتوراه في العلوم السياسية (بتخصص دراسات الأمن الاستراتيجي والحرب) من جامعة مكجيل الكندية، وهو مستشار أول سابق بالقسم السياسي في الأمم المتحدة بنيويورك.

## السجل الرياضي
حصل الدكتور عاشور على العديد من البطولات في الرياضات القتالية. فكان بطلاً للعالم في الكاراتيه في 2007 في الوزن المتوسط.، وحصل على بطولات عالمية ودولية ومحلية في رياضة التايكوندو، منها بطولة أفريقيا واليونان الدولية وبطولة العالم للناشئين. وكان بطلاً لمرتين في رياضة الساندا (الملاكمة الصينية)، وبطلاً لتسع مرات في التايكوندو. وهو حاصل على الحزام الأسود من الدرجة الخامسة والأستاذية في التايكوندو من المعلم الكبير شونج لي.